# Navă generație

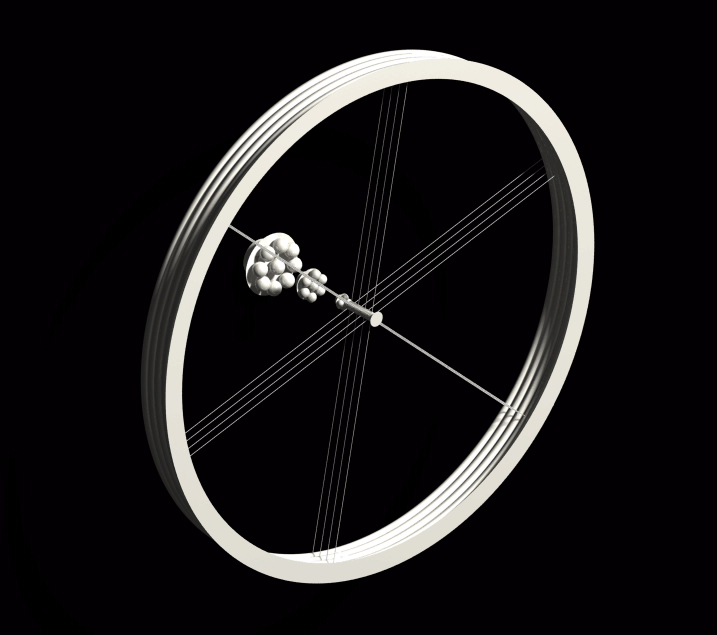
Navă generațională bazată pe un torus Stanford, propusă de Proiectul Hyperion

O navă generație este un tip de navă spațială fictivă proiectată pentru călătorii interstelare, care are capacitatea de a străbate în cosmos distanțe mari, dar la o viteză mult mai mică decât viteza luminii. Deoarece pentru a ajunge chiar la stelele din apropierea Pământului, călătoria cu o astfel de navă poate dura și mii de ani, ocupanții originali ai unei nave generație îmbătrânesc și mor de-a lungul timpului, lăsând ca deplasarea să fie continuată de către descendenții lor. Este posibil ca o astfel de navă să fie ajunsă din urmă de nave ale aceleiași civilizații, lansate mai târziu, dar mult mai dezvoltate și mai rapide.

## În ficțiune
Ideea de navă generație există cel puțin din anii 1920, dar Robert A. Heinlein este cel care a popularizat-o.  De atunci a fost utilizată pe scară largă, împreună cu alte idei, cum ar fi pasageri în somn profund și o navă automată care transportă embrioni înghețați.
- Saga celor șapte sori, Kevin J. Anderson
- Nuvelele Destination: Void, The Jesus Incident, The Lazarus Effect, The Ascension Factor de  Frank Herbert
- The Songs of Distant Earth, de Arthur C. Clarke
- World at the End of Time (1990) de Frederik Pohl. Trei nave terestre străbat drumul pentru a coloniza un sistem stelar îndepărtat chiar prin câmpul de luptă al unor ființe din plasmă care trăiesc în stele
- Voyagers
- Misiunile „Arca lui Noe“ din romanul O iubire din anul 41.042 de Sergiu Fărcășan.
- Firefly (serial)